# Camponotus cowlei
Camponotus cowlei är en myrart som beskrevs av Walter Wilson Froggatt 1896. Camponotus cowlei ingår i släktet hästmyror, och familjen myror. Inga underarter finns listade.